# 阿塔夫德湖
53°10′08″N 58°40′34″E / 53.169°N 58.676°E
阿塔夫德湖（俄语：Атавды），是俄羅斯的湖泊，位於該國西南部，由巴什科爾托斯坦共和國負責管轄，長4公里、寬2.1公里，面積8.3平方公里，集水區面積28.6平方公里，平均水深3.4米，最大水深6.5米。